# Alan Thompson (Kanute)
Alan Blair Thompson (* 14. Juni 1959 in Gisborne, Neuseeland) ist ein ehemaliger neuseeländischer Kanute, der zwei olympische Goldmedaillen gewann.

## Karriere
An den Olympischen Spielen 1980 nahmen insgesamt vier neuseeländische Sportler teil, während der überwiegende Teil der neuseeländischen Sportler die Spiele boykottierte. Alan Thompson startete zusammen mit Geoff Walker im Zweier-Kajak. Über 500 Meter schieden die beiden im Halbfinale aus, auf der 1000-Meter-Strecke erreichten sie das Finale und belegten den achten Platz.
In den folgenden Jahren spezialisierte sich Thompson auf die 1000-Meter-Strecke. Bei den Weltmeisterschaften 1981 belegte er im Einer-Kajak den fünften Platz über diese Distanz. Im Jahr darauf gewann er zwei Silbermedaillen bei den Weltmeisterschaften 1982: Hinter Rüdiger Helm aus der DDR belegte er den zweiten Platz auf der 1000-Meter-Strecke und zusammen mit Paul MacDonald erreichte er auf der 500-Meter-Strecke den zweiten Platz hinter dem sowjetischen Boot. Bei den Weltmeisterschaften 1983 siegte im Einer-Kajak über 1000 Meter erneut Rüdiger Helm, hinter Artūras Vieta aus der Sowjetunion gewann Thompson Bronze.
An den Olympischen Spielen 1984 nahmen die Sportler aus den Ostblockstaaten außer den Rumänen nicht teil. in den Kanuwettbewerben profitierten davon vor allem die Neuseeländer die im Männer-Kajak vier von fünf Goldmedaillen gewannen. Alan Thompson siegte im Einer-Kajak auf der 1000-Meter-Strecke. Seine zweite Goldmedaille erhielt er zusammen mit Grant Bramwell, Ian Ferguson und Paul MacDonald im Vierer-Kajak. In den nächsten Jahren konnte Thompson keine internationalen Medaillen mehr gewinnen. Bei den Olympischen Spielen 1988 belegte er im Einer-Kajak auf der 1000-Meter-Strecke noch einmal den sechsten Platz.